# 布拉讷
布拉讷（法語：Branne，法語發音：[bʁan]）是法国吉伦特省的一个市镇，属于利布尔讷区。

## 地理
布拉讷（44°49'49"N, 0°11'11"W）面积2.41 平方千米，位于法国新阿基坦大区吉倫特省，该省份为法国西南部沿海省份，是法國本土面积最大的省，北起滨海夏朗德省，西临大西洋，南至朗德省，东南接洛特-加龍省，东临多爾多涅省。
与布拉讷接壤的市镇（或旧市镇、城区）包括：圣叙尔皮斯-德法莱朗、卡巴拉、格雷济亚克、吕盖尼亚克、圣欧班德布拉讷。

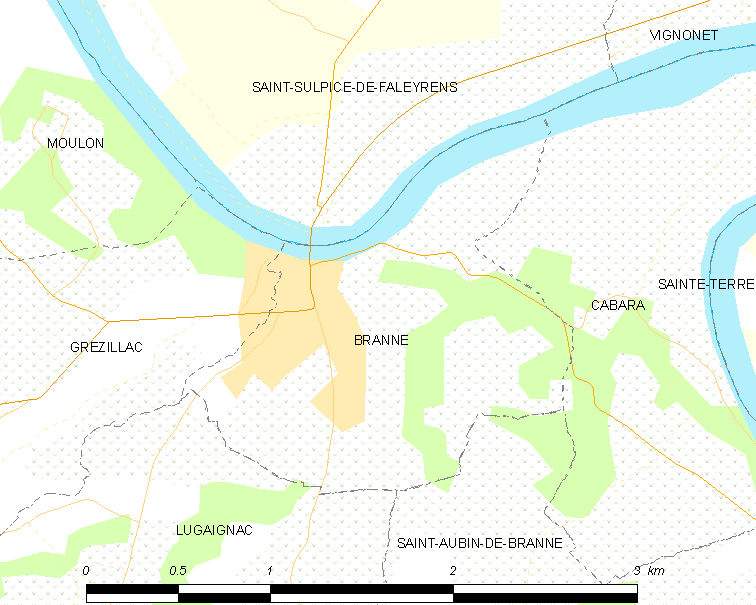
布拉讷的OSM定位图

布拉讷的时区为UTC+01:00、UTC+02:00（夏令时）。

## 行政
布拉讷的邮政编码为33420，INSEE市镇编码为33071。

## 政治
布拉讷所属的省级选区为多尔多涅山丘县。

## 人口

1962-2008年间布拉讷人口变化图示

布拉讷于2022年1月1日时的人口数量为1302人。